# Перепелиця Юрій Леонідович
Ю́рій Леоні́дович Перепели́ця — полковник Збройних сил України, учасник російсько-української війни, що відзначився під час російського вторгнення в Україну в 2022 році.
З початком повномасштабного російського вторгнення в Україну обіймає посаду командира 138-ї радіотехнічної Наддніпрянської бригади (138 РТБр, в/ч А1880) на Київщині.

## Нагороди
- орден Данила Галицького (2022) — за особисту мужність і самовіддані дії, виявлені у захисті державного суверенітету та територіальної цілісності України, вірність військовій присязі[4].